# أوكيغاوا (سايتاما)
مدينة أوكيغاوا (بالإنجليزية: Okegawa)‏ هي أحد المدن التابعة لمحافظة سايتاما. تأسست رسميًا في 03/11/1970. ويقدر عدد سكانها بـ 74703 نسمة حسب تقدير مكتب الإحصاء الياباني لعام 2012. تبلغ مساحة أوكيغاوا 25.26 كم2. بكثافة سكانية تبلغ 2957 نسمة/كم2.